# The Greatest DJ
The Greatest DJ – debiutancki singel oraz utwór niemieckiego duetu Lexy & K-Paul, wydany 25 października 1999 w Niemczech przez wytwórnię Low Spirit. Wydano tam dwa albumy podstawowe (CD i 12") oraz wydawnictwa zawierające remiksy – The Greatest DJ (Remixes) (również CD i 12"). Utwór pochodzi z debiutanckiego albumu duetu – Loud (pierwszy singel z tej płyty).
Poza czterema wydawnictwami przeznaczonymi na rynek niemiecki, wydania singla ukazały się również w innych krajach: Włochy (12", 1999), Kanada (12", 2000), Wielka Brytania (12", dwa wydania, 2001), USA (CD, 2x12", 2001).

## Lista utworów

### Niemcy

#### Wersja podstawowa (CD i 12")
CD
1. The Greatest DJ (Extended) (5:43)
2. The Greatest DJ (Hypnotic Flash Mix) (5:57)
3. The Greatest DJ (K-Paul & Steven T Electro Mix) (5:14)
4. The Greatest DJ (Short) (3:11)

12"
A The Greatest DJ (Extended) (5:43)
B1 The Greatest DJ (Hypnotic Flash Mix) (5:57)
B2 The Greatest DJ (K-Paul & Steven T Electro Mix) (5:14)

#### The Remixes(CD i 12")
CD
1. The Greatest DJ (The Greatest Rmx From Auto-Tune Feat. Lexy) (5:15)
2. The Greatest DJ (DJ Dero's Hells Bells Remix) (7:49)
3. The Greatest DJ (Srgt Shadow's & Private Kiss Skunk Funk Mix) (4:09)
4. The Greatest DJ (DJ Dero's After The Mix) (6:16)

12"
A The Greatest DJ (The Greatest Rmx From Auto-Tune Feat. Lexy) (5:15)
B1 The Greatest DJ (DJ Dero's Hells Bells Remix) (7:49)
B2 The Greatest DJ (Srgt Shadow's & Private Kiss Skunk Funk Mix) (4:09)

### Włochy(12")
A1 The Greatest DJ (Extended) (5:43)
B1 The Greatest DJ (The Greatest Rmx From Auto-Tune Feat. Lexy) (5:15)
B2 The Greatest DJ (Short) (3:11)

### Kanada(12")
A The Greatest DJ (Original Extended Mix)
B1 The Greatest DJ (Hypnotic Flash Mix)
B2 The Greatest DJ (K-Paul & Steven T Electro Mix)

### Wielka Brytania(12")
W Wielkiej Brytanii wydano dwie wersje winyla. Poniżej znajduje się lista utworów jednej z nich. Na drugiej remiks Olivera Kleina został zastąpiony wersją Extended Mix.
A The Greatest DJ (Oliver Klein Remix)
B1 The Greatest DJ (DJ Gius Remix)
B2 The Greatest DJ (Aldrich & Glennon Remix)

### Stany Zjednoczone(CD i 12")
CD
1. The Greatest DJ (Radio Edit) (3:14)
2. The Greatest DJ (Extended Club Mix) (5:47)
3. The Greatest DJ (K-Paul & Steven T Electro Mix) (5:17)
4. The Greatest DJ (DJ Dero's Hells Bells Remix) (7:54)
5. The Greatest DJ (Hypnotic Flash Mix) (6:01)
6. The Greatest DJ (The Greatest Remix From Auto-Tune Feat. Lexy) (5:20)

12"
A1 The Greatest DJ (Extended Club Mix) (5:43)
A2 The Greatest DJ (Hypnotic Flash Mix) (5:53)
B1 The Greatest DJ (K-Paul & Steven T. Electro Mix) (5:14)
B2 The Greatest DJ (Srgt. Shadow's at Private Kiss Skunk Funk Mix) (4:09)
C1 The Greatest DJ (The Greatest Remix From Auto-Tune feat. Lexy) (5:15)
C2 The Greatest DJ (DJ Dero's After The Mix) (5:15)
D1 The Greatest DJ (DJ Dero's Hells Bells Remix) (7:49)
D2 The Greatest DJ (Radio Edit) (3:11)